# N'oubliez jamais
"N'oubliez jamais" is een nummer van de Britse zanger Joe Cocker. Het nummer verscheen op zijn album Across from Midnight uit 1997. Op 8 augustus van dat jaar werd het nummer uitgebracht als de tweede single van het album.

## Achtergrond
"N'oubliez jamais" is geschreven door Jim Cregan en Russ Kunkel en geproduceerd door Chris Lord-Alge en Roger Davies. De titel van het nummer, wat zich naar het Nederlands vertaalt als "Vergeet nooit". "N'oubliez jamais" werd wereldwijd geen grote hit. In Nederland kwam het nummer niet in de Top 40 terecht en bleef het steken op de zesde plaats in de Tipparade, maar in de Mega Top 100 behaalde het de 72e positie. In Vlaanderen werd het een groter succes met een veertiende plaats in de Ultratop 50. Het nummer kende de grootste successen in het Franse taalgebied met een zevende plaats in de Waalse Ultratop 50 en een tiende plaats in Frankrijk. Isabelle Boulay heeft een cover uitgebracht van het nummer. Benny Neyman bracht in 2004 een Nederlands-Limburgse versie van het nummer uit onder de titel "Jong, blief toch gewoon".

## Hitnoteringen

### Mega Top 100
| Hitnotering: 04-10-1997 t/m 15-11-1997 | Hitnotering: 04-10-1997 t/m 15-11-1997 | Hitnotering: 04-10-1997 t/m 15-11-1997 | Hitnotering: 04-10-1997 t/m 15-11-1997 | Hitnotering: 04-10-1997 t/m 15-11-1997 | Hitnotering: 04-10-1997 t/m 15-11-1997 | Hitnotering: 04-10-1997 t/m 15-11-1997 | Hitnotering: 04-10-1997 t/m 15-11-1997 | Hitnotering: 04-10-1997 t/m 15-11-1997 |
| Week                                   | 1                                      | 2                                      | 3                                      | 4                                      | 5                                      | 6                                      | 7                                      |                                        |
| -------------------------------------- | -------------------------------------- | -------------------------------------- | -------------------------------------- | -------------------------------------- | -------------------------------------- | -------------------------------------- | -------------------------------------- | -------------------------------------- |
| Positie                                | 83                                     | 72                                     | 79                                     | 79                                     | 85                                     | 87                                     | 93                                     | uit                                    |

### NPO Radio 2 Top 2000
| Nummer met noteringen in de NPO Radio 2 Top 2000 | '03  | '04 | '05 | '06 | '07 | '08 | '09 | '10 | '11 | '12 | '13 | '14 | '15 | '16  | '17  | '18  | '19  | '20  | '21  | '22  | '23  | '24  |
| ------------------------------------------------ | ---- | --- | --- | --- | --- | --- | --- | --- | --- | --- | --- | --- | --- | ---- | ---- | ---- | ---- | ---- | ---- | ---- | ---- | ---- |
| N'oubliez jamais                                 | 1254 | 614 | 518 | 473 | 564 | 615 | 605 | 527 | 513 | 683 | 827 | 912 | 809 | 1012 | 1120 | 1459 | 1450 | 1375 | 1425 | 1532 | 1431 | 1481 |

1. ↑  Een vetgedrukt getal geeft de hoogste notering aan.
2. ↑  2003 was het eerste jaar met een notering voor dit nummer.

### Evergreen Top 1000
| Evergreen Top 1000 N'Oubliez Jamais - Joe Cocker | Evergreen Top 1000 N'Oubliez Jamais - Joe Cocker | Evergreen Top 1000 N'Oubliez Jamais - Joe Cocker | Evergreen Top 1000 N'Oubliez Jamais - Joe Cocker | Evergreen Top 1000 N'Oubliez Jamais - Joe Cocker | Evergreen Top 1000 N'Oubliez Jamais - Joe Cocker | Evergreen Top 1000 N'Oubliez Jamais - Joe Cocker | Evergreen Top 1000 N'Oubliez Jamais - Joe Cocker | Evergreen Top 1000 N'Oubliez Jamais - Joe Cocker | Evergreen Top 1000 N'Oubliez Jamais - Joe Cocker | Evergreen Top 1000 N'Oubliez Jamais - Joe Cocker | Evergreen Top 1000 N'Oubliez Jamais - Joe Cocker | Evergreen Top 1000 N'Oubliez Jamais - Joe Cocker | Evergreen Top 1000 N'Oubliez Jamais - Joe Cocker | Evergreen Top 1000 N'Oubliez Jamais - Joe Cocker | Evergreen Top 1000 N'Oubliez Jamais - Joe Cocker | Evergreen Top 1000 N'Oubliez Jamais - Joe Cocker |
| Jaar                                             | 2008                                             | 2009                                             | 2010                                             | 2011                                             | 2012                                             | 2013                                             | 2014                                             | 2015                                             | 2016                                             | 2017                                             | 2018                                             | 2019                                             | 2020                                             | 2021                                             | 2022                                             | 2023                                             |
| ------------------------------------------------ | ------------------------------------------------ | ------------------------------------------------ | ------------------------------------------------ | ------------------------------------------------ | ------------------------------------------------ | ------------------------------------------------ | ------------------------------------------------ | ------------------------------------------------ | ------------------------------------------------ | ------------------------------------------------ | ------------------------------------------------ | ------------------------------------------------ | ------------------------------------------------ | ------------------------------------------------ | ------------------------------------------------ | ------------------------------------------------ |
| Positie                                          | -                                                | -                                                | -                                                | -                                                | -                                                | -                                                | -                                                | -                                                | 765                                              | 701                                              | 531                                              | 653                                              | 626                                              | 520                                              | 446                                              | 363                                              |